# 縛られたプロメテウス

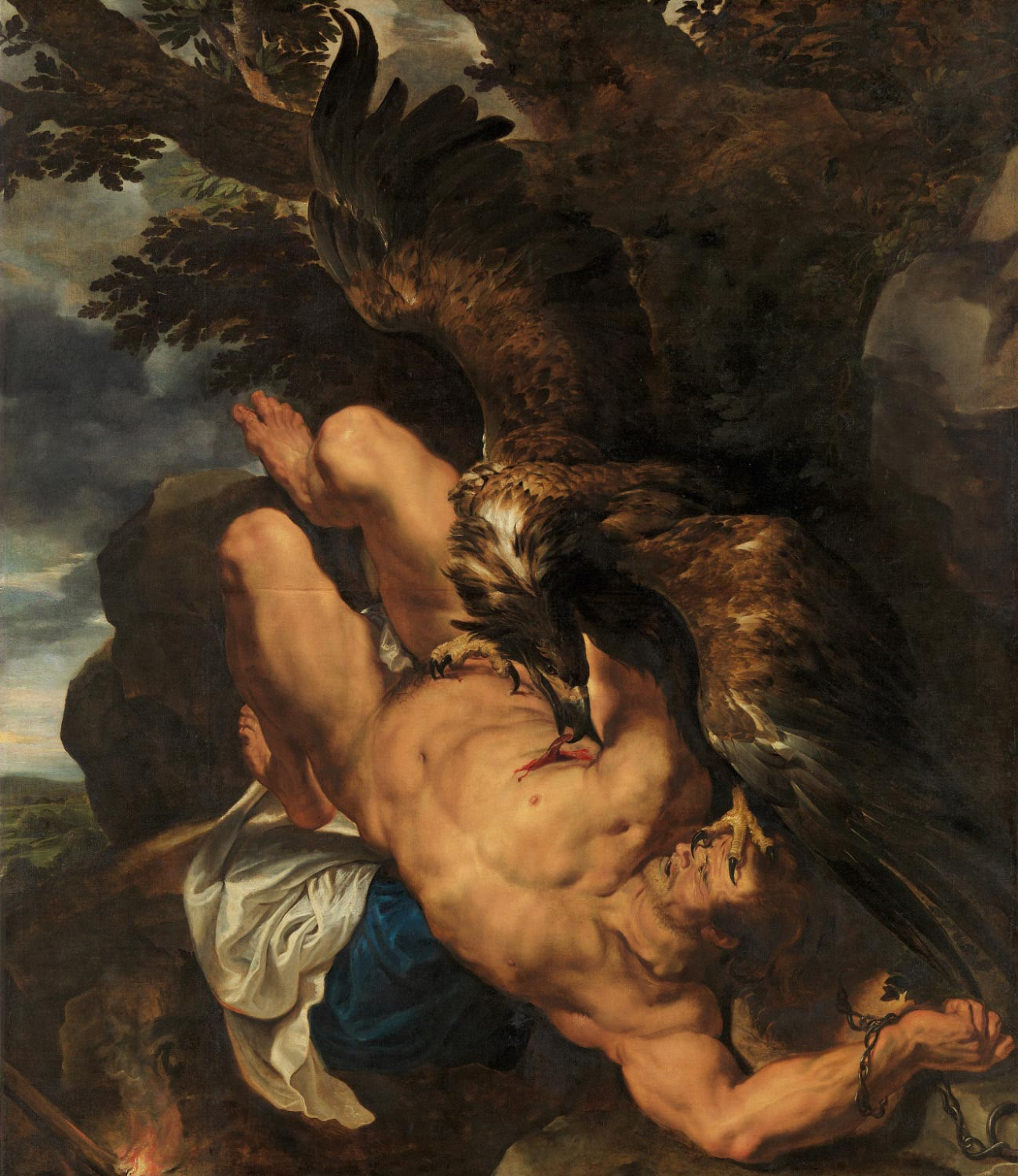
ピーテル・パウル・ルーベンス『縛られたプロメテウス』 (1611-1612年、フィラデルフィア美術館)

『縛られたプロメテウス』（しばられたプロメテウス、希: Προμηθεὺς Δεσμώτης, プロメーテウス・デスモーテース、羅: Prometheus vinctus）は、アイスキュロス作のギリシア悲劇。
ギリシア悲劇は三部作で上演されるものであるため本作はその第1編であり、この後に
- 『解放されたプロメーテウス』
- 『火を運ぶプロメーテウス』

の2編が続き、「プロメテウス三部作」を構成するものと考えられている（『火を運ぶ～』を三部作の冒頭に持ってくる意見もある）。
また、これらとは別に『火を点けるプロメーテウス』と言う作品もあるが、こちらはペルシア人競演の際のサテュロス劇『プロメテウス』だとされており、「プロメテウス三部作」には含まれない。しかし、これら3編は散佚し、わずかに断片のみが現代まで伝わっている。
この作品は後の時代の無名の脚本家の作で、アイスキュロスの作ではないという説もある。上演年代についても不明で、『テーバイ攻めの七将』、『オレステイア』の間に上演されたとする説、晩年の460年代とする説の他、紀元前478年以前とする説などがあげられるが、『オレステイア』（紀元前458年）より後の晩年の作品としたり、死後の他者の手によるものとして紀元前440年代-紀元前430年代の上演とする見方が有力である。

## あらすじ
人間に火をあたえたプロメテウスは、ゼウスの怒りにふれ、ヘパイストスの作った縛めによりカウカソス山の山頂に縛り付けられる。プロメテウスは、ウーラノスが子のクロノスに、クロノスが子のゼウスに追われたように、ゼウスも子の神によって追われる運命であることを予言している。さらに、その子が誰との結婚によりもたらされるかも予言している。ゼウスはその予言の内容を知りたいがために、所詮は自分を解放せざるを得ないのだ、ということまでもプロメテウスは予言している。このためプロメテウスは、ゼウスに謝るように説得に来る様々な神の説得をはねのける。

## 日本語訳
- 『縛られたプロメーテウス』 岩波文庫、1974年
  - 『ギリシア悲劇全集 第1巻　アイスキュロス』 人文書院、1960年
  - 『世界古典文学全集8　アイスキュロス ソポクレス』 筑摩書房、1964年
  - 『ギリシア悲劇1　アイスキュロス』 ちくま文庫、1985年 - 以上は呉茂一訳
- 『ギリシア劇集』 新潮社、1963年 - 森進一訳
- 『世界文学全集2 ギリシア悲劇』 講談社、1978年 - 岡道男訳
- 『ギリシア悲劇全集2　アイスキュロス II』 岩波書店、1991年 - 伊藤照夫訳
- 『ギリシア悲劇全集10』 岩波書店、1991年[4]
- 『世界戯曲全集 第一巻 希臘編』 村松正俊訳、近代社、1927年
- 『アイスキュロス 悲壯劇』 田中秀央・内山敬二郎訳、生活社、1943年
- 『ギリシャ悲劇全集1』 内山敬二郎訳、鼎出版会、1979年

## 翻案
- 『縛を解かれたプロミーシュース』 シェリー作、石川重俊訳、岩波文庫、1957年
- 『鎖を解かれたプロメテウス』 シェリー作、石川重俊訳、岩波文庫、2003年[5]